# Skillsteine
Die Skillsteine bilden eine Steinreihe aus vier Menhiren und befinden sich in einem kleinen Garten in der Ortschaft Tveide südlich von Birkeland in der Kommune Birkenes, nordwestlich von Lillesand im Fylke Agder in Norwegen.
Die Westnordwest-Ostsüdost orientierte knapp 4,0 m lange Bautasteinreihe steht neben dem früheren Bahnhof von Tveide an der ehemaligen Bahnstrecke Lillesand-Flakksvann. Die Gleise wurde mittlerweile entfernt und die Trasse zum Fylkesveg 256 ausgebaut, der seit 2019 die Nummer 3754 trägt. Die aufrecht stehenden, plattenförmigen Steine sind nur 20 bis 30 cm voneinander entfernt.
- Die nordwestlichste Platte Nr. 1 ist 1,32 Meter hoch, 95 cm breit, 35 cm dick.
- Platte Nr. 2 ist 1,4 Meter hoch, 85 cm breit und 30 cm dick.
- Platte Nr. 3 ist 1,3 m hoch, 85 cm breit und 30 cm dick,
- Der vierte Stein ist 1,4 m hoch, 45 cm breit und mit 25 cm Dicke der schmalste.[1]

Vor dem Bau des Bahnhofs ragten die Steine 2 bis 2,5 Meter über das Gelände. Durch die Anschüttung von Aushubmaterial ist nur noch eine Höhe von bis zu 1,4 Metern sichtbar.
Das Denkmal ist nach § 4 des Lov om kulturminner („Gesetz über das Kulturerbe“) gesetzlich geschützt und wird vom Riksantikvaren unter der ID 11947 geführt.